# شو منگ‌جی
شو منگ‌جی (چینی ساده: 徐梦洁; پین‌یین: Xú Mèngjié؛ زادهٔ ۱۹ ژوئن ۱۹۹۴) همچنین با نام رین‌بو شو (Rainbow Xu) نیز شناخته می‌شود، خواننده و بازیگر اهل چین است.